# Autoregister
Een autoregister is een database van voertuiggegevens. Dit met doel om het aantal geregistreerde voertuigen (voorzien van een kenteken) van een bepaald type auto in kaart te brengen. Hierbij gaat het met name om klassieke voertuigen, die nog slechts in kleine aantallen in Nederland terug te vinden zijn. Veel autoclubs werken met een autoregister, waarbij vooral de voertuigen van de leden in kaart gebracht worden. Echter is niet iedereen lid van een oldtimer club, of kent een bepaald merk of type meerdere verenigingen.
Bij een goed autoregister wordt zorgvuldig omgegaan met het oog op de privacy. Zo worden nimmer namen en adressen genoemd. Type en kenteken zijn echter openbare gegevens, welke eventueel aangevuld kunnen worden met informatie van de RDW.